# Afrique, mon Afrique
Pour plus de détails, voir Fiche technique et Distribution.
Afrique, mon Afrique est un film français réalisé par Idrissa Ouedraogo et sorti en 1995.

## Fiche technique
- Titre : Afrique, mon Afrique
- Réalisation : Idrissa Ouedraogo
- Scénario :  Santiago Amigorena et Idrissa Ouedraogo
- Photographie : Daniel Barrau
- Son : Philippe Sénéchal
- Musique : Ismaël Lô et Kangalet
- Production : La Sept Arte - Noé Productions
- Pays d’origine :  France
- Durée : 53 minutes
- Date de sortie : USA - 5 juin 1995

## Distribution
- Akissi Delta
- Ludovick Aka Inza
- Ismaël Lô
- Assita Ouedraogo
- Georgette Paré
- Naky Sy Savané

## Sélection
- Festival du film de Turin[1]